# Denkmalgeschützte Objekte im Okres Žiar nad Hronom

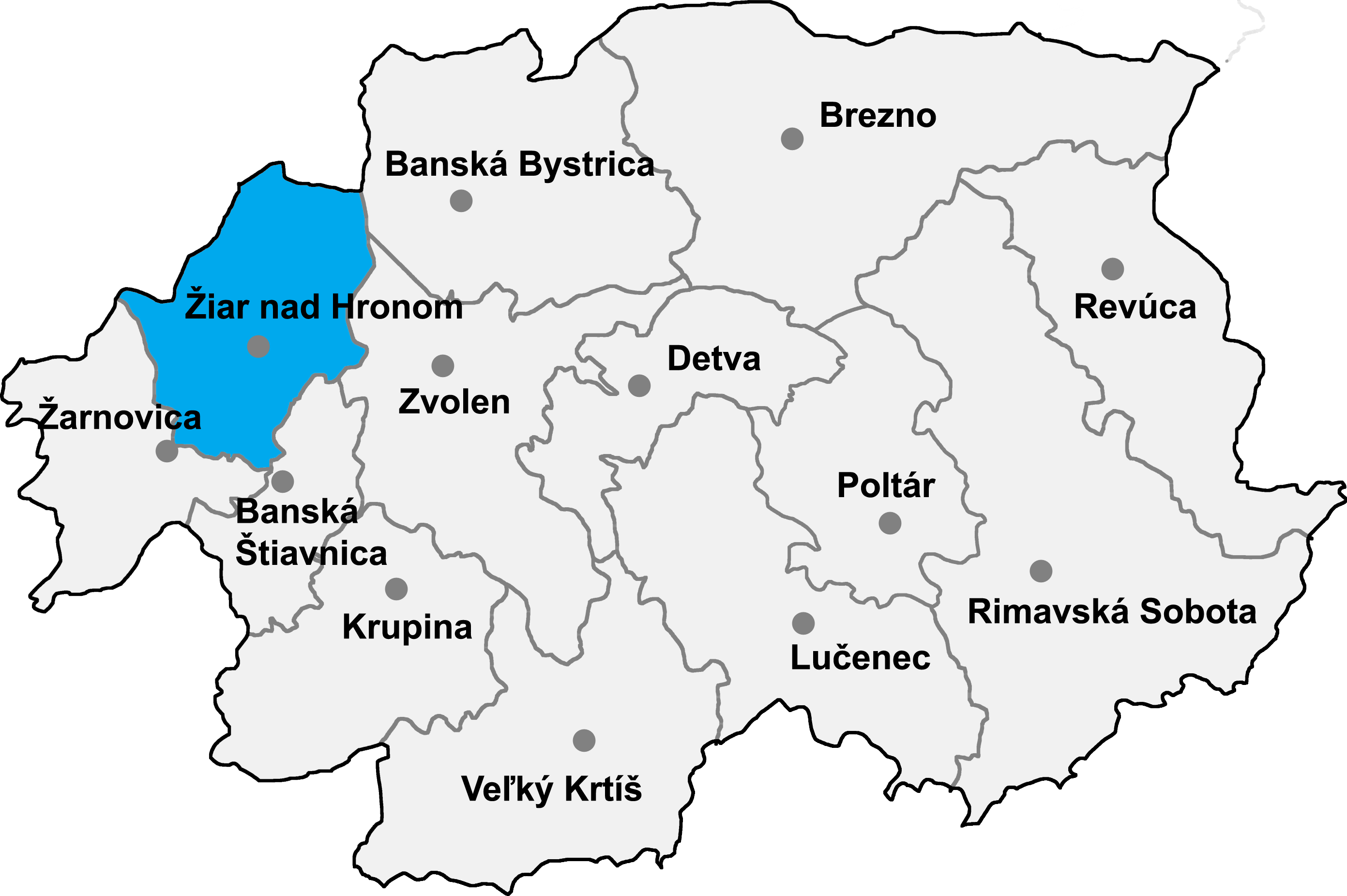

Im Okres Žiar nad Hronom bestehen 261 denkmalgeschützte Objekte. Die unten angeführte Liste führt zu den Gemeindelisten und gibt die Anzahl der Objekte an. In Gemeinden, die nicht verlinkt sind, existieren keine geschützten Objekte.
| Gemeindeliste                               | Objektanzahl |
| ------------------------------------------- | ------------ |
| Bartošova Lehôtka                           | 3            |
| Bzenica (Senitz)                            | 5            |
| Dolná Trnávka                               | 0            |
| Dolná Ves (Schwabendorf)                    | 0            |
| Dolná Ždaňa                                 | 0            |
| Hliník nad Hronom (Hlinick)                 | 8            |
| Horná Ves (Windischdorf)                    | 2            |
| Horná Ždaňa                                 | 3            |
| Hronská Dúbrava                             |              |
| Ihráč                                       |              |
| Janova Lehota (Drexlerhau)                  | 1            |
| Jastrabá                                    | 1            |
| Kopernica (Deutschlitta)                    | 1            |
| Kosorín                                     | 2            |
| Krahule (Blaufuß)                           | 7            |
| Kremnica (Kremnitz)                         | 168          |
| Kremnické Bane (Johannesberg)               | 8            |
| Kunešov (Kuneschhau)                        | 2            |
| Ladomerská Vieska                           | 3            |
| Lehôtka pod Brehmi                          |              |
| Lovča (Großlotza)                           | 1            |
| Lovčica-Trubín                              | 3            |
| Lúčky (Honneshau)                           | 5            |
| Lutila (Windischlitta)                      | 2            |
| Nevoľné                                     | 0            |
| Pitelová                                    | 1            |
| Prestavlky                                  | 1            |
| Prochot (Prochetzhau)                       | 0            |
| Repište                                     | 0            |
| Sklené Teplice (Glashütten)                 | 10           |
| Slaská (Leskowitz)                          | 2            |
| Stará Kremnička (Altkremnitz)               | 2            |
| Trnavá Hora                                 | 2            |
| Vyhne (Eisenbach)                           | 6            |
| Žiar nad Hronom (Heiligenkreuz an der Gran) | 13           |